# Ивайло Михайлов (футболист)
Ивайло Николаев Михайлов (роден на 28 юли 2000 г.) е български футболист, който играе на поста централен нападател. Състезател на Хебър.

## Кариера
Михайлов е юноша на Пирин (Благоевград). На 28 април 2018 г. дебютира за мъжкия отбор при загубата с 2:1 като гост на Славия.
На 1 юли 2021 г. Ивайло става част от състава на Хебър. Прави своя дебют за "гробарите" на 24 юли при победата с 0:2 като гост на Янтра (Габрово).